# Grisó gros
El grisó gros (Galictis vittata) és un animal que pertany a la família dels mustèlids. És originari de Centreamèrica i Sud-amèrica, des del sud de Mèxic fins al Brasil i Bolívia. Viu en sabanes i selves pluvials i només se'l veu a prop de rius i rierols.
Els grisons grossos són terrícoles i nocturns, però també poden estar actius durant el matí. Viuen sols o en parelles i s'alimenten de petits vertebrats, incloent-hi peixos, amfibis, ocells i altres mamífers.